# Friends in Love
| Оценки критиков               | Оценки критиков |
| Источник                      | Оценка          |
| ----------------------------- | --------------- |
| AllMusic                      | [ 1 ]           |
| Encyclopedia of Popular Music | [ 2 ]           |
| The Rolling Stone Album Guide | [ 3 ]           |

Friends in Love — двадцать второй студийный альбом американской певицы Дайон Уорвик, выпущенный в 1982 году на лейбле Arista Records. Продюсером записи стал Джей Грейдон.
Заглавный трек с альбома, записанный в дуэте с певцом Джонни Мэтисом стал хитом, достигнув 5 места в чарте Adult Contemporary. Второй сингл с альбома «For You» также пользовался успехом в данном чарте, войдя в топ-20. Альбом занял 83 место в чарте Billboard Top LPs и 33 место в чарте Top Black Albums.

## Список композиций
| №  | Название                 | Автор(ы)                                 | Длительность |
| -- | ------------------------ | ---------------------------------------- | ------------ |
| 1. | «For You»                | Джей Грейдон, Ричард Пейдж, Джон Беттис  | 4:55         |
| 2. | «Friends in Love»        | Джей Грейдон, Дэвид Фостер, Билл Чамплин | 4:02         |
| 3. | «Never Gonna Let You Go» | Барри Манн, Синтия Вайль                 | 4:50         |
| 4. | «Can’t Hide Love»        | Скип Скарбороу                           | 4:50         |
| 5. | «Betcha by Golly Wow»    | Томас Белл, Линда Крид                   | 3:28         |

| №   | Название                   | Автор(ы)                    | Длительность |
| --- | -------------------------- | --------------------------- | ------------ |
| 6.  | «More Than Fascination»    | Том Сноу                    | 4:02         |
| 7.  | «Got You Where I Want You» | Кэнди Партон, Джим Андрон   | 3:38         |
| 8.  | «With a Touch»             | Стиви Уандер                | 4:40         |
| 9.  | «What Is This»             | Мира Уотерс, Джей Грейдон   | 3:58         |
| 10. | «A Love So Right»          | Глория Склеров, Гарри Ллойд | 3:55         |

## Чарты
| Чарт (1982)                            | Высшая позиция |
| -------------------------------------- | -------------- |
| Австралия (Kent Music Report)          | 72             |
| США (Billboard 200)                    | 83             |
| США (Billboard Top R&B/Hip-Hop Albums) | 33             |